# Marzenna Guz-Vetter
Marzenna Guz-Vetter (ur. ok. 1958) – polska urzędniczka państwowa i unijna, dziennikarka i ekspertka w dziedzinie stosunków polsko-niemieckich i polityki regionalnej, doktor nauk o Ziemi, w latach 2015–2016 i 2022–2023 p.o. dyrektora Przedstawicielstwa Komisji Europejskiej w Polsce.

## Życiorys
W 1982 ukończyła studia germanistyczne na Uniwersytecie Warszawskim. W 2007 obroniła na Wydziale Nauk o Ziemi i Kształtowania Środowiska Uniwersytetu Wrocławskiego doktorat nauk o Ziemi na podstawie napisanej pod kierunkiem Stanisława Cioka pracy pt. Pogranicze polsko-niemieckie w procesie integracji europejskiej. W pracy naukowej specjalizowała się w geografii społecznej i ekonomicznej. Od 1982 do 1995 pracowała jako dziennikarka Polskiego Radia w ramach Programu na Zagranicę i Radia Bis. Współpracowała z dwumiesięcznikiem „Europa”, była również korespondentką „Financial Times Deutschland” w Polsce i „Gazety Wyborczej” na Węgrzech. Autorka analiz dla Instytutu Spraw Publicznych, a także publikacji naukowych.
W latach 2005–2008 pracowała w Przedstawicielstwie Komisji Europejskiej w Polsce jako szefowa działu politycznego. Następnie do 2015 w analogicznej instytucji w Niemczech jako radca ds. politycznych odpowiedzialny za relacje z Rosją oraz polityki sąsiedztwa i poszerzenia. Z początkiem października 2015 tymczasowo objęła kierownictwo nad polskim przedstawicielstwem KE, zakończyła pełnienie funkcji z końcem marca 2016, gdy zastąpił ją Marek Prawda. Do sierpnia 2017 roku była zastępcą dyrektora tego przedstawicielstwa. W latach 2017–2021 zatrudniona w Dyrekcji Generalnej ds. Komunikacji Komisji Europejskiej, następnie w 2021 została rzecznikiem i szefem działu prasowego przedstawicielstwa KE. Od marca 2022 do lipca 2023 ponownie pełniła obowiązki dyrektora Przedstawicielstwa Komisji Europejskiej w Polsce. W lipcu 2023 zakończyła pracę dla Komisji Europejskiej w związku z przejściem na emeryturę i powrotem do pracy naukowej i publicystycznej.